# Tonke Dragt
Antonia (Tonke) Johanna Willemina Dragt (ur. 12 listopada 1930 w Batavii, zm. 12 lipca 2024 w Hadze) – holenderska pisarka fantasy dla dzieci i młodzieży. Znana jako autorka powieści List do króla (1962).

## Biografia
Antonia Johanna Willemina Dragt, znana jako Tonke Dragt, urodziła się w 1930 roku w Batavii (obecnie Dżakarta w Indonezji). Była najstarszą córką holenderskiego agenta ubezpieczeniowego pracującego w Batavii. Jako dziecko nazywano ją „Tonneke”, co po niderlandzku oznacza „okrągła”, ale nie podobało jej się to nazwisko, ponieważ była wysoka i szczupła.
Uczyła się w szkole w Nassau. Pisaniem interesowali się także jej ojciec i jedna z sióstr. Rodzina Dragtów posiadała w domu własną bibliotekę. Tonke Dracht wpadła na pomysł na swoje pierwsze książki List do króla i Tajemnice Dzikiego Boru podczas letnich wakacji w Puntsak i Situgungung.
Podczas II wojny światowej Dragt, jej matka i dwie siostry były przetrzymywane w japońskim obozie jenieckim o nazwie Tydeng. Życie tam było trudne, brakowało jedzenia i artykułów pierwszej potrzeby. Dragt lubiła czytać, ale w obozie nie było książek, więc często się nudziła. Kiedy miała 13 lat, ona i jej przyjaciółka Tineke postanowiły napisać pod pseudonimem Tito Drastra książkę z tytułem De jacht op de touwkleurige. Tonke narysowała także ilustracje do tej książki. Zaczęła kolejną książkę pod tytułem De Florentijnse ring, ale nigdy jej nie ukończyła. Obie książki pisane były na starym papierze i papierze toaletowym, ze względu na brak odpowiednich zeszytów.
Po zakończeniu II wojny światowej Dragt ponownie spotkała się z ojcem, a ich rodzina przeniosła się do Holandii. W 1949 roku zamieszkali najpierw w Dordrechcie, a następnie przenieśli się do Hagi. Dragt nie mogła wrócić do Indonezji, najpierw ze względu na brak środków, a później ze względu na stan zdrowia.
W Holandii zdała egzaminy HBS, a następnie podjęła studia na Akademii Sztuk Pięknych w Hadze. Bardzo chciała zostać pełnoprawną artystką, ale rodzice chcieli, żeby wybrała coś, co zapewni jej wystarczające środki na życie. Dlatego zdecydowała się zostać nauczycielką rysunku. Na co dzień Dragt pracowała jako nauczycielka rysunku w szkole średniej w Rijswijk. Pisała głównie nocami. Nauczanie było trudne, ponieważ jej klasy były często duże i liczyły od czterdziestu do pięćdziesięciu dzieci z powodu wyżu demograficznego. Odkryła, że opowiadając historie, potrafi uspokoić dzieci. To doświadczenie zainspirowało postać Fransa van der Stega w książce De Zevensprung.
W 1956 roku ukazały się jej pierwsze prace w czasopiśmie „Kris Kras”. Pięć lat później ukazała się jej pierwsza książka, która została doceniona przez krytykę Verhalen van de tweelingbroers. Zasłynęła dzięki swojej drugiej książce z 1962 roku, De brief voor de koning (List do króla), która zdobyła nagrodę za najlepszą holenderską książkę roku dla dzieci. W latach sześćdziesiątych nadal aktywnie pisała, ale ostatecznie zwolniła. Mimo to nadal publikowała zbiory swoich starych opowiadań. Oprócz tego zilustrowała także inne książki takich autorów jak Paul Biegel, E. Nesbitt, Rosemarie Sutcliffe, a także powieść Alana Garnera Elidor.

## Styl i tematy
Akcja książek i opowiadań Tonke Dragt często rozgrywa się w środowiskach fantasy lub science fiction, które czasami są ściśle powiązane ze światem rzeczywistym. Na przykład De brief voor de koning, Geheimen van het Wilde Woud i niektóre jej opowiadania rozgrywają się w fikcyjnym średniowiecznym świecie. Torenhoog en mijlenbreed, Ogen van tijgers i podobne historie to dzieła science fiction rozgrywające się w niedalekiej przyszłości, których akcja dzieje się na Wenus i Ziemi. De torens van februari przenosi nas pomiędzy naszym światem a wszechświatem równoległym. Akcja De zevensprong rozgrywa się głównie w realistycznym otoczeniu. Draght wykorzystuje elementy legend i baśni, co jest szczególnie widoczne w Verhalen van de tweelingbroer. Jej historie zazwyczaj krążą wokół jednego lub większej liczby męskich bohaterów, często nastolatków. Bohaterowie ci wyruszają w osobiste podróże lub poszukiwania, czasami symbolizowane przez przedmiot, np. List w De brief voor de koning, który prowadzi do odkrycia ich własnej tożsamości. Dragt przyznała, że wykorzystywanie postaci męskich miało większy sens w kontekście historycznym jej książek, takim jak średniowiecze w De brief voor de koning, gdzie kobiety odgrywały mniejszą rolę. Ponadto skrytykowała tradycyjne „książki dla dziewcząt” swoich czasów za powolne tempo i preferowała książki skierowane do chłopców.

## Adaptacje
- Tajemnica siedmiu szlaków (De zevensprong), 1982, holenderski serial telewizyjny;
- List do króla (De brief voor de koning), 2008, holenderski film[1];
- List do króla (The Letter for the King), 2020, serial holendersko-brytyjski[1].